# Riitta Uosukainen

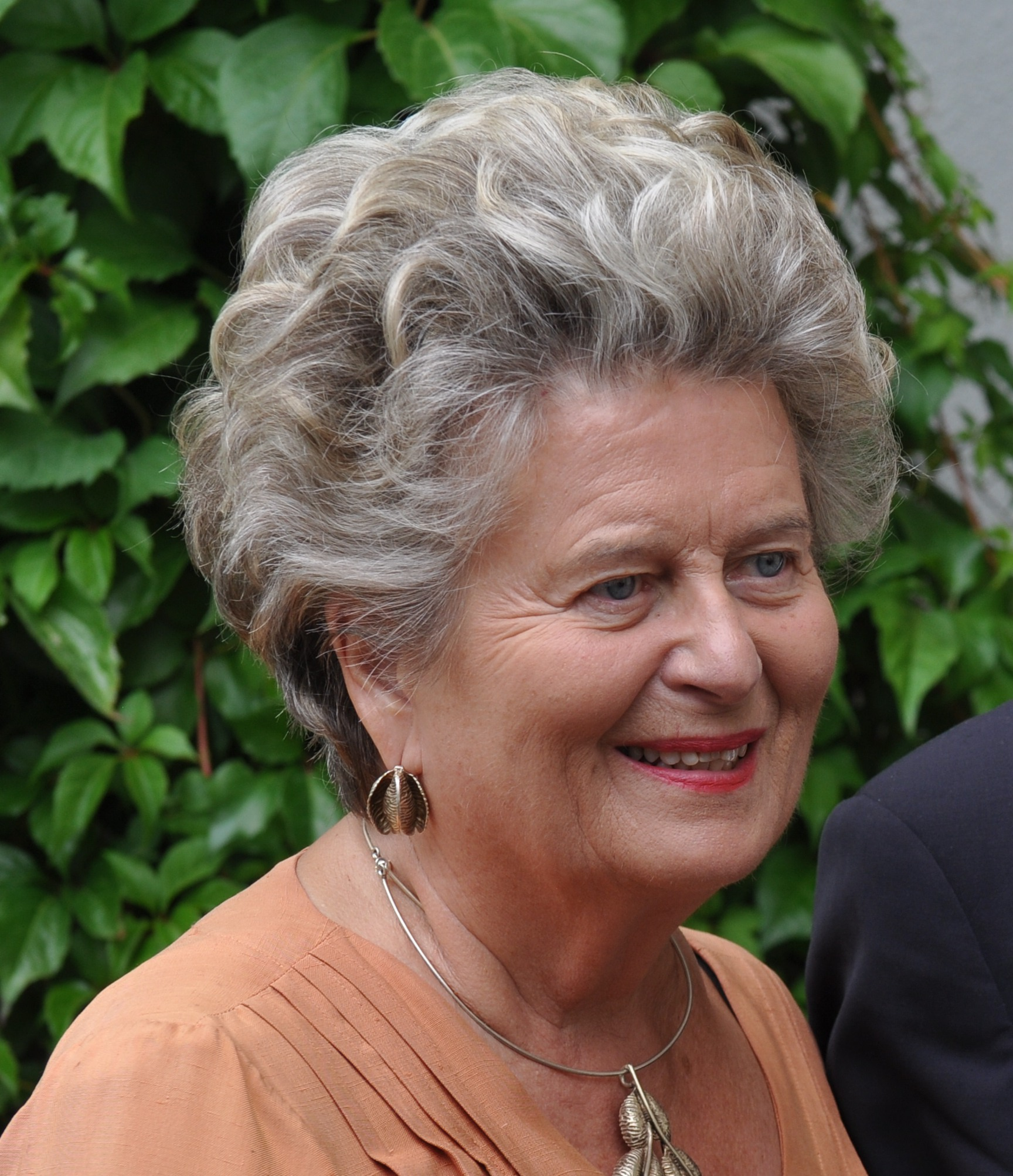
Riitta Uosukainen (2013)

Riitta Maria Uosukainen, Valtioneuvos (* 18. Juni 1942 in Enso), geb. Vainikka, ist eine finnische Politikerin. Sie gehört der Sammlungspartei (Kokoomus) an.
1969 schloss Uosukainen ihr Philologiestudium mit dem Magistergrad ab. Von 1969 bis 1976 arbeitete sie als Finnischlehrerin am Gymnasium Imatrankoski. In der Zeit von 1983 bis 2003 war sie Abgeordnete im finnischen Parlament, von 1999 bis 2003 Parlamentspräsidentin. 1991 wurde sie zur Bildungsministerin in der Regierung von Esko Aho ernannt und hatte diesen Posten bis 1994 inne. Bei den Wahlen im Jahr 2000 kandidierte Riitta Uosukainen für das Amt des Staatspräsidenten. Ihre Gegenkandidaten waren Esko Aho, Elisabeth Rehn sowie Tarja Halonen, die schließlich die Wahl gewann. 2004 wurde sie von Präsidentin Halonen mit dem höchsten finnischen Ehrentitel valtioneuvos (Staatsrat) ausgezeichnet. Sie ist derzeit (Dezember 2017) die einzig lebende Trägerin dieser Auszeichnung.

## Publikationen
- Liehuva liekinvarsi. W. Sööderström, Porvoo 1996, ISBN 951-0-20639-3.
- Nuijanisku pöytään : hajamietteitä intohimosta, vallasta ja sivistyksestä. Otava, Helsingissä 2004, ISBN 9789511190936.